# Ruf (Reiseveranstalter)
Die mit dem Markennamen Ruf (Eigenschreibweise ruf) auftretende ruf Jugendreisen GmbH & Co. KG ist ein 1981 gegründetes, deutsches Reiseveranstaltungsunternehmen mit Hauptsitz in Bielefeld, das auf Reisen für Kinder, Jugendliche und junge Erwachsene spezialisiert ist.

## Geschichte

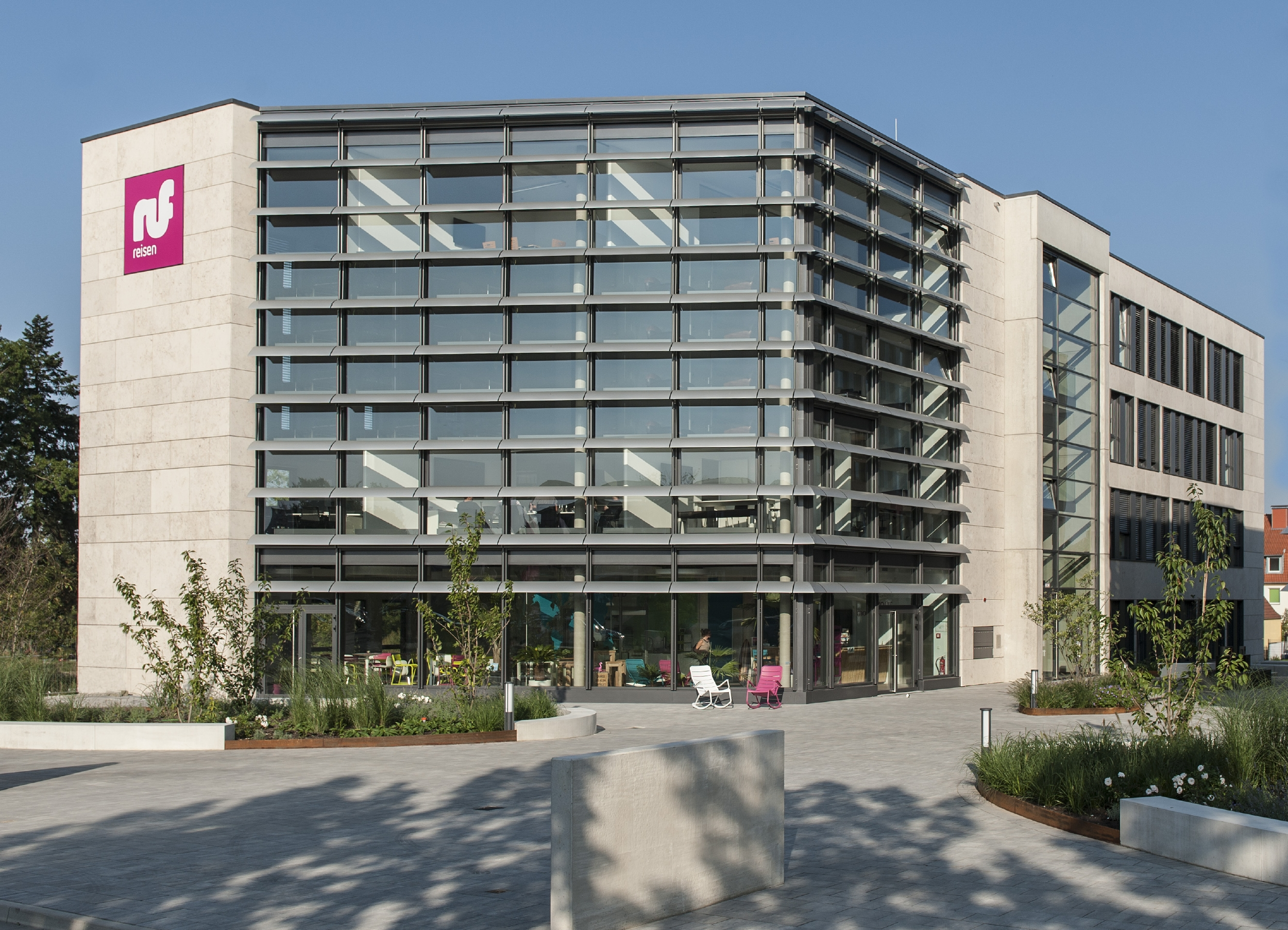
Die Hauptgeschäftsstelle von ruf Jugendreisen in Bielefeld.

Ruf wurde 1981 unter dem Namen „Ruf Jugendreisen“ von Freizeitpädagogik-Studenten der Universität Bielefeld als Reisen und Freizeit mit Jungen Leuten e. V. gegründet. Ruf trug zu Fachbüchern bei, die durch das Institut für Freizeitwissenschaften und Kulturarbeit der Hochschule Bremen veröffentlicht werden. 1983 verfügte das Unternehmen über eigene Büroräume und Busse und entwickelte sein Konzept weiter. 1989 wurde das eigene Reisebüro unter der Trend Touristik GmbH eröffnet. Unter dieser Gesellschaft wurden die Reisen fortan angeboten.
Ruf Jugendreisen war 2001 der erste deutsche Reiseveranstalter, der eine für alle Bereiche des Unternehmens gültige Qualitätszertifizierung nach DIN EN ISO 9001 vorweisen konnte. Das Unternehmen kooperierte 2002 ferner mit der Bundeszentrale für gesundheitliche Aufklärung.
Ab 2003 bot Ruf auch Reisen für Kinder ab acht Jahren an. Das Konzept „RUF Kinderreisen“ wurde im Jahr 2010 vom Deutschen Kinderschutzbund und dem TÜV Nord zertifiziert. Heute heißt das Konzept „Youngster-Reisen“ und ist für Kinder ab 11 Jahren vorgesehen.
Im Geschäftsjahr 2005/2006 war das Unternehmen mit 60.234 betreuten Jugendlichen der quantitativ größte Jugendreiseveranstalter in Deutschland. Der nur eine bestimmte Zielgruppe ansprechende und nur saisonal abhängig aktive Spezialveranstalter belegte damit nach Teilnehmerzahlen den 30. Platz unter allen deutschen Veranstaltern und ist Marktführer unter den Jugendreiseveranstaltern. Mit 1.500 jährlichen Bustransfers ist es eigenen Angaben zufolge der größte kommerzielle Busreiseveranstalter Deutschlands. Zudem gilt es als bekanntester Bahnreiseveranstalter für Jugendliche.
Im Oktober 2011 übernahm Ruf Jugendreisen die Marke Sunrise Jugendreisen von der A.S. Reiseveranstaltungs GmbH. Darüber hinaus übernahm die ruf Reisen GmbH im Mai 2016 den Sprachreisenanbieter IP International Projects mit der Hauptmarke Offaehrte.
Im Jahr 2012 hat sich die Trend Touristik GmbH in ruf Reisen GmbH umbenannt; 2019 erfolgte die Umfirmierung in ruf Jugendreisen GmbH & Co. KG.
Die ruf Jugendreisen GmbH & Co. KG verfügt über 80 ständige Mitarbeiter und rund 1.200 Reiseleiter, der Vertrieb erfolgt zum einen über Partnerschaften mit 3.000 Reisebüros sowie über den Direktvertrieb über das Internet.

### Sicherheitslücken
Im Januar 2010 erhielt netzpolitik.org Informationen, dass über eine Sicherheitslücke der Online-Community von Ruf Jugendreisen die personenbezogene Daten von den etwa 50.000 Benutzerkonten offen zugänglich wären. Mit diesen Informationen wandte sich netzpolitik.org an Ruf Jugendreisen, woraufhin die Community bis zur Beseitigung der Sicherheitslücke vom Netz genommen wurde.
Ebenfalls im Januar 2010 machte Heise online auf ein weiteres Sicherheitsleck im Online-Buchungssystem aufmerksam. Angreifern war es demnach möglich, auf fremde Buchungsreservierungen zuzugreifen und damit an personenbezogene Daten zu gelangen. Der Zugang zu den Reservierungen wurde durch Ruf Jugendreisen unmittelbar nach dem Hinweis von Heise online deaktiviert, um schnellstmöglich ein neues Verfahren zu etablieren.

## Konzept
Reisen werden für Kinder und jugendliche Teilnehmer von 11 bis 23 Jahren angeboten:
- ab 11 Jahre: Youngster
- ab 14 Jahre: Jugendreisen
- ab 18 Jahre: Ruf Next und Ruf Abireisen – Reisen für Volljährige[17]
- Abistars: Eventreisen für Abiturienten (bis 2016)

Kinderreisen, wie das Abenteuerland NAWALA, werden seit 2014 nicht mehr direkt von ruf Jugendreisen angeboten, sondern als Franchise mit Camp Adventure.
Das Kernprodukt mit einem Anteil von 90 % des Gesamtangebots bilden die Jugendreisen mit 14- bis 18-Jährigen. Nach eigenen Angaben verfügt das Unternehmen in dieser Gruppe über einen Bekanntheitsgrad von 78 %.
Die parallel zu den Schulferien angebotenen Reisen führen primär in die Zielgebiete Inland, Kroatien, Spanien, Frankreich, Italien, Ungarn, Griechenland, Malta und Schweden, seit 1995/96 werden auch Reisen zu Wintersportzielen angeboten. Neben konventionellen Urlaubsreisen befinden sich auch Sprachreisen, Fernreisen, Klassen- und Abiturfahrten sowie seit 2017 auch Kreuzfahrten speziell für Jugendliche in der Produktpalette des Unternehmens.
Der Vertrieb erfolgt zu gut zwei Dritteln über die Reisebüros und zu knapp einem Drittel per Internet. Das Unternehmen betreibt ein Community-Portal für Jugendliche. Für seine Aktivitäten in den sozialen Medien wurde der Reiseveranstalter 2016 mit dem Social Media Youth Travel Award der Internationalen Tourismusbörse Berlin ausgezeichnet.

## Ruf Akademie
Seit 1981 ist die Ruf Akademie (Eigenschreibweise „ruf akademie“) als Teil des Vereins Reisen und Freizeit mit jungen Leuten e. V. in der Forschung, Ausbildung und Konzeptentwicklung für Kinder- und Jugendreisen tätig. Auf wissenschaftlicher und pädagogischer Basis werden Konzepte für Seminare, Veranstaltungen und Reisen von Ruf entwickelt. Ein Schwerpunkt ist die Aus- und Fortbildung der Mitarbeiter für Kinder- und Jugendreisen.

### Reiseleiter
Die Ausbildungszeit der durch die Ruf Akademie ausgewählten und ausgebildeten Reiseleiter liegt bei etwa 5 Tagen.